# Малышев, Сергей Викторович
Серге́й Ви́кторович Ма́лышев (род. 31 декабря 1975 года в Балашове, Саратовская область, СССР) — российский спортсмен, двукратный серебряный призёр летних Паралимпийских игр в пулевой стрельбе, многократный призёр чемпионатов мира. Заслуженный мастер спорта.

## Награды
- Медаль ордена «За заслуги перед Отечеством» II степени (30 сентября 2009 года) — за большой вклад в развитие физической культуры и спорта, высокие спортивные достижения на XIII Паралимпийских летних играх 2008 года в городе Пекине (Китай).[1]
- Медаль ордена «За заслуги перед Отечеством» I степени (10 сентября 2012 года) — за большой вклад в развитие физической культуры и спорта, высокие спортивные достижения на XIV Паралимпийских летних играх 2012 года в городе Лондоне (Великобритания).[2]
- Почётная грамота Президента Российской Федерации (19 сентября 2016 года) — за большой вклад в развитие физической культуры и спорта, высокие спортивные достижения.[3]
- Орден Дружбы (11 сентября 2021 года) — за большой вклад в развитие отечественного спорта, стойкость и целеустремленность, проявленные на XVI Паралимпийских летних играх 2020 года в городе Токио (Япония).[4]
- Заслуженный мастер спорта России (2008).